# Jack Thompson (avocat)
Pour les articles homonymes, voir Jack Thompson.
 (septembre 2015).
Si vous disposez d'ouvrages ou d'articles de référence ou si vous connaissez des sites web de qualité traitant du thème abordé ici, merci de compléter l'article en donnant les références utiles à sa vérifiabilité et en les liant à la section « Notes et références ».
John B. Thompson, dit Jack Thompson, né le 25 juillet 1951 à Cleveland (Ohio), est un avocat américain radié en septembre 2008. Il est souvent cité dans la presse pour ses positions concernant les éventuels effets de l'obscénité et de la violence dans les médias populaires sur les comportements.
Natif de l'Ohio, il reçoit en 1976 un diplôme en droit de l'École de droit de l'université Vanderbilt et pratique depuis en tant qu'avocat spécialisé dans les cas d'erreurs médicales en Floride depuis 1977.
Il est incarné par Bill Paxton dans le téléfilm The Gamechangers.

## Défaite contre Janet Reno
En 1988, Thompson fut le concurrent malheureux du Parti Républicain face à Janet Reno pour le poste de procureur général du comté de Miami-Dade, en Floride. À la suite de cette défaite, dans des articles pour NewsMax.com, il écrivit une série d'étranges allégations concernant Janet Reno, vue avec incrédulité par la presse,, proclamant que son ancienne adversaire était une homosexuelle honteuse souffrant de divers désordres mentaux, effets secondaires de médicaments pris pour traiter une maladie de Parkinson, et qu'elle subissait des chantages de la Mafia.

## Affaires judiciaires

### Ileane Flores
Jack Thompson fut pour la première fois porté à la connaissance du public en 1986 quand il représenta Ileana Flores dans son divorce d'avec Frank Fuster. Fuster avait été reconnu coupable l'année précédente de multiples abus sexuels sur enfants dans l'affaire controversée du Country Walk (en).

### Affaires concernant le premier amendement
Suivant l'affaire Flores, Thompson fut impliqué dans de nombreuses affaires concernant le premier amendement américain, en particulier à propos d'éventuels effets psychologiques lors d'expositions aux médias véhiculant des contenus sexuellement explicites. La Cour suprême de Floride ordonna qu'il subisse des tests psychiatriques durant cette campagne, qu'il passa avec succès. Plus tard, il clama que cela faisait de lui l'un des rares avocats sains d'esprit travaillant dans l'État. Les événements spécifiques ou les déclarations qui amenèrent la cour à demander ces tests, et dans quels buts, sont inconnus.

### L'affaire 2 Live Crew
Thompson mena la campagne contre l'album de 1989 du 2 Live Crew nommé As Nasty As They Wanna Be. Dans le procès fédéral de 1990 qui établit que l'album était obscène, il soumit des documents en tant qu’amicus curiae. Il reprendra ce rôle d’expert tiers dans de nombreux procès liés au jeu vidéo (voir ci-dessous). La décision de la cour mena à l'arrestation de nombreux membres du groupe et d'un vendeur de disques, bien que le jugement fut rapidement annulé.

### Freedom Alliance
En 1992, Thompson représenta la Freedom Alliance d'Oliver North au meeting annuel des actionnaires de la Time Warner, concernant la chanson d'Ice-T Cop Killer. Il avança les arguments que, si la chanson excitait quelqu'un l'écoutant et menait au meurtre d'officiers de police, les veuves auraient la possibilité de poursuivre en justice Time Warner au sujet du contenu de l'enregistrement. Time Warner décida donc de se séparer discrètement du chanteur.

### Affaires judiciaires liées au jeu vidéo
En 1999, John Thompson conduisit une plainte de 130 millions de dollars concernant la fiabilité de produits fédéraux contre de nombreuses compagnies de loisirs au nom des parents des victimes de la fusillade de l'école de West-Paducah (Kentucky) du 1er décembre 1997. Ces compagnies comprenaient les producteurs et distributeurs du film Basketball Diaries, des administrateurs de sites web à caractère sexuel et plusieurs producteurs de jeux vidéo. Le sixième circuit de cour d'appel des États-Unis classa l'affaire en 2002.
En dépit de l'échec de la procédure Paducah, Thompson continua de poursuivre en justice les réalisateurs de jeux vidéo violents. Par exemple, il tenta de lier la fusillade du lycée Columbine ainsi que le sniper de Washington aux jeux de tir à la première personne, dans le dernier cas faisant état de divers arguments concernant le God mode, ainsi que la fonction zoom du fusil de sniper et du pistolet de Halo. Il a fréquemment attaqué Rockstar, reliant le jeu Manhunt et la série des Grand Theft Auto à différents types de meurtres, particulièrement ceux impliquant des véhicules ou des armes autres que des armes à feu.
Certains le considèrent comme le Fredric Wertham du monde du jeu vidéo. Thompson ne possède pas les connaissances en psychologie de Wertham, ses actions n'ont pas mené à un mouvement de censure et il n'a pas non plus réussi à relier le média en question à des crimes violents aux yeux du gouvernement américain.
En 2003, il tenta de convaincre les avocats défendant Dustin Lynch, accusé du meurtre de Jolynn Mishne, que les jeux vidéo étaient responsables des actions de l'inculpé. Les avocats déclinèrent l'offre, et Thompson proposa par la suite de défendre Lynch gratuitement.
Tout en s'attelant à promouvoir sa stratégie de défense visant à imputer aux jeux vidéo la responsabilité des crimes reprochés à l'accusé, Thompson accablera les jeux vidéo dans le cadre d'affaires sordides ayant frappé l'Amérique. Dans l'affaire du sniper de Washington, il fut la première personne à suggérer à la presse que les jeux vidéo pourraient avoir été à l'origine des compétences du sniper, une conjecture que la découverte d'une PlayStation dans le véhicule utilisé comme « planque mobile » par les deux hommes responsables semblait corroborer. NBC annonça que Malvo s'était longuement entraîné sur le jeu Xbox Halo. À la suite de cette découverte, Thompson pense que « Microsoft doit être jugé et payer des dommages financiers des snipers de Beltway. » Il est important de remarquer, toutefois, que John Allen Muhammad était un ancien soldat parfaitement entraîné à tirer, comme indiqué par la police, et que les compétences de tireur de Lee Boyd Malvo peuvent avoir été le résultat d'un enseignement de Muhammad. Encore aujourd'hui[Quand ?], Thompson s'attaque à Microsoft, plus précisément à Bill Gates en dénonçant Halo 3 comme un jeu « hyperviolent ». Il assure « qu’il fera en sorte qu’aucune copie de Halo 3 ne soit entre les mains des moins de 17 ans en septembre », jugeant la situation dramatique. Il ajoute que la bêta est déjà une preuve de cette violence et qu’elle ne peut être tolérée.
De plus, Thompson fait porter la responsabilité du cas de sniper de l'Ohio aux jeux vidéo depuis la découverte de la possession par celui-ci d'une PlayStation 2 et du jeu The Getaway. Thompson a aussi relié le jeu Grand Theft Auto III aux crimes violents, bien qu'il n'ait pas réussi à le prouver dans le cas de Manhunt.
Jack Thompson renouvela ses accusations envers Bill Gates lors de la fusillade de Virginia Tech. S'appuyant sur un article erroné du Washington Post, l'avocat fit valoir dans une lettre ouverte que le jeu Counter-Strike avait appris au tireur « comment tuer », et que Microsoft devait retirer ce jeu immédiatement. Cependant Microsoft n'est pas l'éditeur de Counter-Strike, ne l'a jamais distribué et n'a aucun lien avec ce jeu. Le Washington Post corrigea son article peu après. D'autre part, l'enquête officielle établit que le tireur, Cho Seung Hui, n'était pas adepte des jeux vidéo comme le prétendait le journal. Mais Jack Thompson ne retira pas sa lettre pour autant.
Fin 2007, Thompson renouvelle ses attaques contre Rockstar et Take 2. Il vient en effet d'apprendre l'existence d'une scène dans le prochain Grand Theft Auto IV où le héros devrait s'en prendre à un avocat « anti-jeux vidéo ». Il demande donc aux éditeurs de retirer immédiatement cette scène pour sa propre sécurité.
Après le massacre de Sandy Hook, Jack Thompson envoie un courriel à plusieurs rédactions de sites de jeux vidéo contenant simplement la phrase : « Vous avez du sang sur les mains ».

## Radiation
À la suite de multiples plaintes concernant sa conduite professionnelle, son acharnement contre l'industrie du jeu vidéo (et des accusations de harcèlement en provenance de l'ancien PDG de Take 2), le cas de l'avocat a été étudié par le Barreau de Floride en vue d'une radiation. Thompson aurait tenté de négocier un arrangement avec la Cour suprême de Floride, en vain.
En septembre 2008, sa radiation est invoquée sans possibilité d'appel pour une trentaine de fautes, comme avoir « fait de fausses affirmations », « envoyé à la cour des documents à caractère sexuel », « accusé de manière erronée et répétée d’autres avocats et leurs clients de "distribution criminelle de documents à caractère sexuel à des mineurs" », « harcelé un ancien client d’un autre avocat pour essayer de faire lever une plainte pour diffamation »… ce qui acheva définitivement sa carrière d'avocat.